# Journey Into Medicine
Pour plus de détails, voir Fiche technique et Distribution.
Journey Into Medicine (littéralement Voyage au cœur de la médecine) est un film documentaire américain réalisé par Willard Van Dyke, sorti en 1947. 
Le film est nommé pour l'Oscar du meilleur film documentaire lors de la 20e cérémonie des Oscars, en 1948.

## Synopsis
Ce documentaire a été produit par l'United States Information Agency à destination du reste du monde, afin de montrer aux non-américains comment fonctionne la médecine aux États-Unis et, plus globalement, le système de santé public.

## Fiche technique
- Titre : Journey Into Medicine
- Réalisation : Willard Van Dyke
- Scénario : Irving Jacoby
- Photographie : Benjamin Doniger, Boris Kaufman
- Montage : Aram Boyajian
- Musique : Henry Brant
- Société de production : Département d'État des États-Unis
- Société de distribution :
- Pays de production :  États-Unis
- Format : Noir et blanc — 35 mm — 1,37:1 — Son : Mono (RCA Sound System)
- Genre : Film documentaire
- Durée : 38 minutes
- Date de sortie :
  - États-Unis : 1947

## Distinctions
Le film a été nommé à l'Oscar du meilleur film documentaire.